# Speti
Speti (gruz. სპეთი) – wieś w Gruzji, w regionie Imeretia, w gminie Saczchere. W 2014 roku liczyła 642 mieszkańców.